# Stenachaenium
 Stenachaenium   Benth., 1873 è un genere di piante angiosperme dicotiledoni della famiglia delle Asteraceae, sottofamiglia Asteroideae, tribù Inuleae e sottotribù Plucheinae.

## Etimologia
Il nome del genere è formato da due parole greche "sten" (= corto, stretto) e "chaeno" (= che si spacca, diviso).
Il nome scientifico del genere è stato definito dal botanico George Bentham (1800-1884) nella pubblicazione " Genera Plantarum ad exemplaria imprimis in herbariis Kewensibus" (  Gen. Pl. [Bentham & Hooker f.] 2(1): 289) del 1873.

## Descrizione

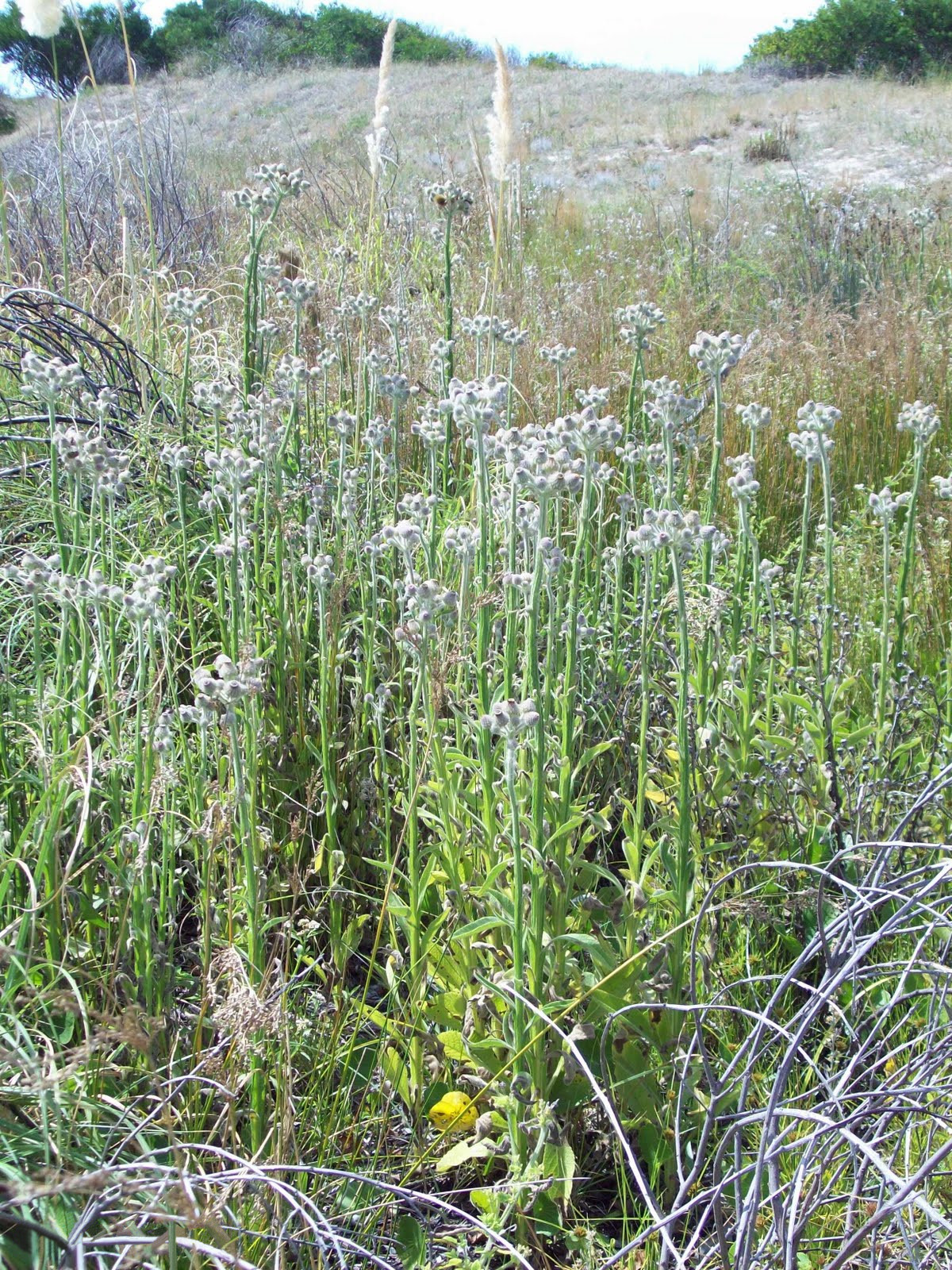
Il portamento
Stenachaenium megapotamicum

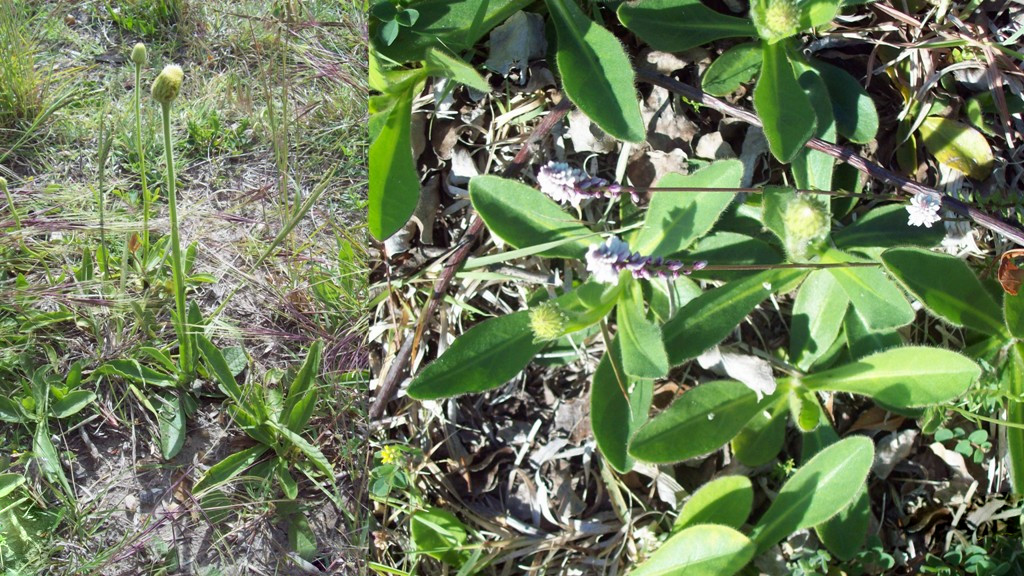
Le foglie
Stenachaenium campestre

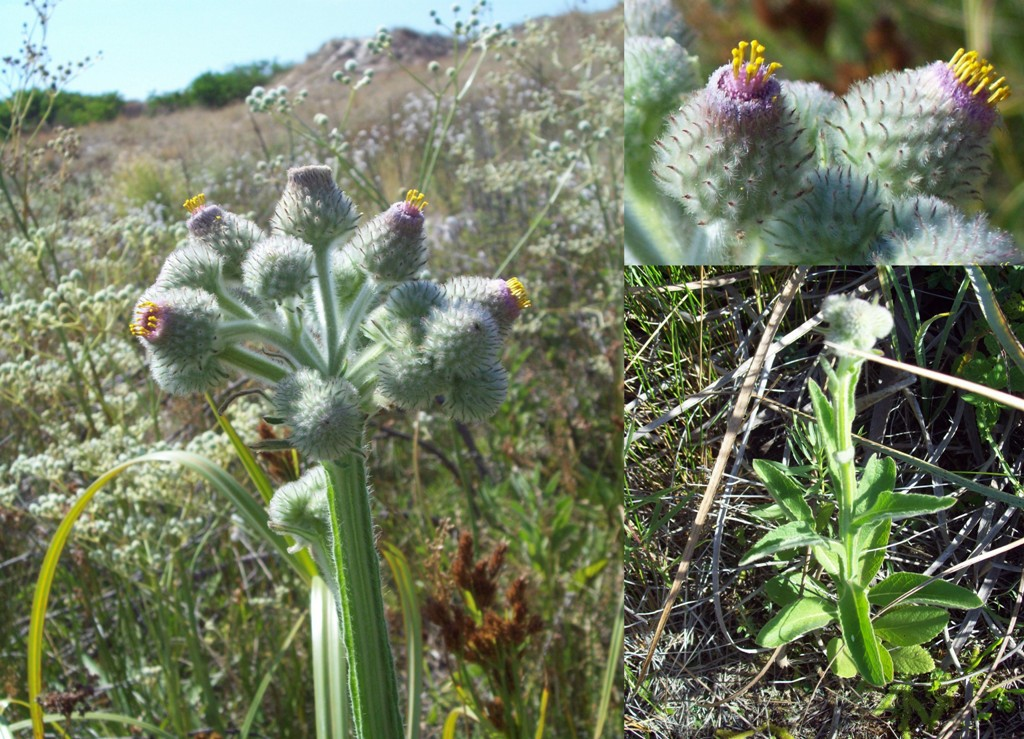
Infiorescenza
Stenachaenium megapotamicum

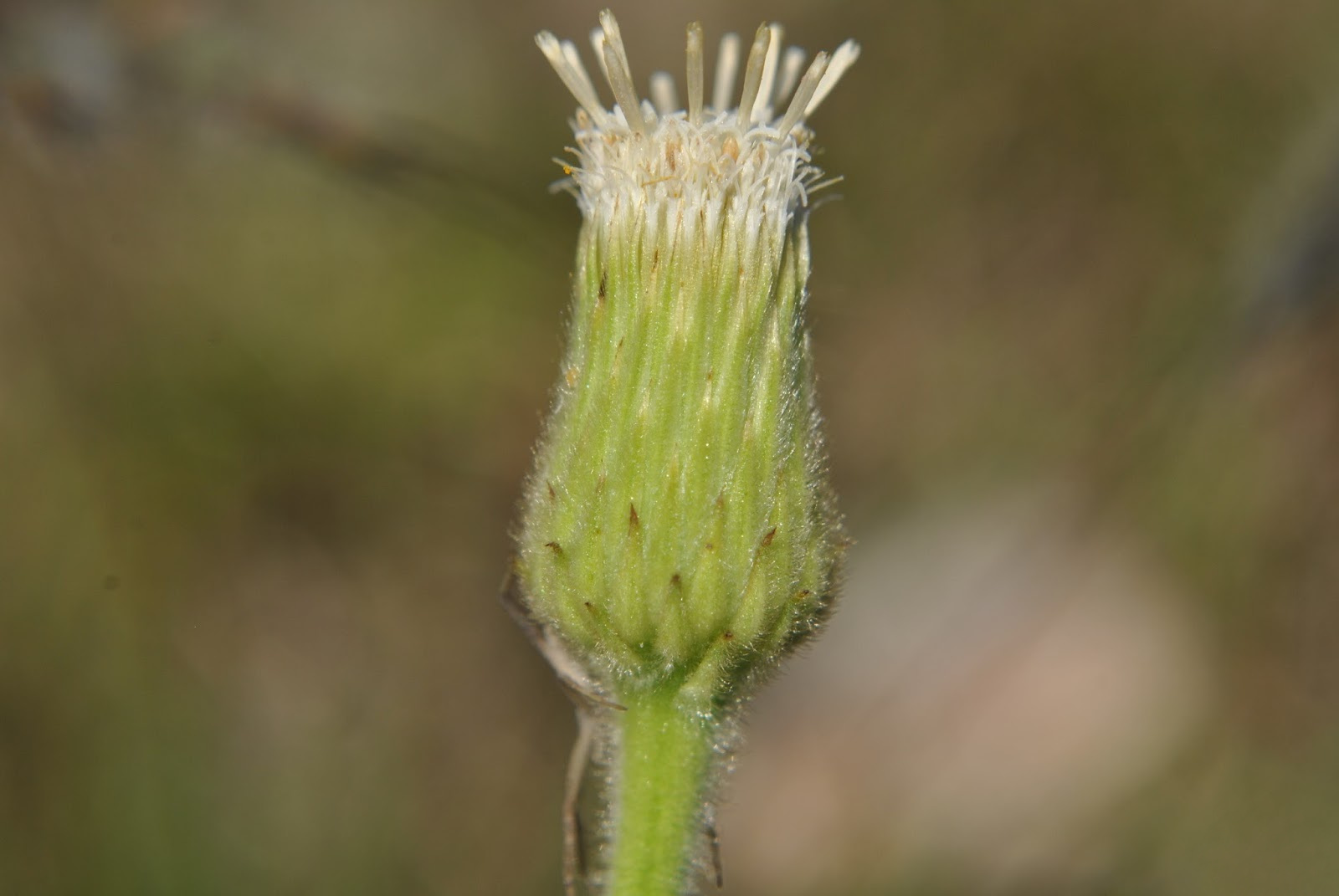
I fiori
Stenachaenium campestre

Portamento. Le specie di questo genere sono delle erbe perenni.
Fusto. La parte sotterranea del fusto consiste prevalentemente in rizomi allungati. La parte aerea del fusto in genere è sprovvista di condotti di resina. Generalmente il floema è privo di strati fibrosi; inoltre sono assenti i tessuti latticiferi.
Foglie. Le foglie lungo il caule sono disposte in modo alternato. La lamina è semplice con bordi da dentati a seghettati. Sono decorrenti e con superfici tomentose.
Infiorescenza. Le infiorescenze sono formate da capolini solitari. I capolini sono eterogami di tipo disciforme. I capolini sono formati da un involucro composto da brattee disposte in modo embricato al cui interno un ricettacolo fa da base ai fiori ligulati periferici o fiori del raggio (qui assenti) e ai fiori tubulosi quelli centrali o del disco. L'involucro è cilindrico. Le brattee sono disposte generalmente su più righe; hanno consistenza erbacea o cartilaginea, ma senza margini ialini; gli stereomi non sono divisi. Il ricettacolo è sprovvisto di pagliette (a protezione della base dei fiori).
Fiori.  I fiori sono tetra-ciclici (formati cioè da 4 verticilli: calice – corolla – androceo – gineceo) e pentameri (calice e corolla formati da 5 elementi). Si distinguono in:
- fiori del raggio (esterni): sono assenti;
- fiori del disco (centrali): sono più numerosi con forme brevemente tubulose (attinomorfe); sono ermafroditi; quelli più esterni sono femminili.

- Formula fiorale:

*/x K {\displaystyle \infty }, [C (5), A (5)], G 2 (infero), achenio
- Calice: i sepali del calice sono ridotti ad una coroncina di squame.

- Corolla: (solo fiori del disco) la forma è tubulare bruscamente divaricata in 4-5 brevi lobi; il colore è bianco, giallo o porpora. La corolla dei fiori più esterni e filiforme.

- Androceo: l'androceo è formato da 5 stami sorretti da filamenti generalmente liberi; gli stami sono connati e formano un manicotto circondante lo stilo; le teche (produttrici del polline) sono troncate e non sono speronate. La base delle antere è lunga con code ramificate. Il tessuto dell'endotecio è a forma polarizzata. Le cellule del collare dei filamenti sono piatte o di tipo mammelloso.

- Gineceo: il gineceo ha un ovario uniloculare infero formato da due carpelli.[5] Lo stilo è unico e con due stigmi nella parte apicale. Gli stigmi spesso sono provvisti di peli ottusi che terminano al di sotto della biforcazione. Le superfici stigmatiche confluiscono all'apice, mentre alla base sono separate in due distinte linee (lignee stigmatiche marginali[7]). Il polline è spinuloso.

Frutti.  I frutti sono degli acheni con pappo. Gli acheni hanno delle forme ellissoidi con colorazioni scure. Sono lateralmente compressi. Il pappo è formato da numerose setole barbate. Lunghezza degli acheni: oltre 3 mm.

## Biologia
Impollinazione: l'impollinazione avviene tramite insetti (impollinazione entomogama tramite farfalle diurne e notturne).

Riproduzione: la fecondazione avviene fondamentalmente tramite l'impollinazione dei fiori (vedi sopra).

Dispersione: i semi (gli acheni) cadendo a terra sono successivamente dispersi soprattutto da insetti tipo formiche (disseminazione mirmecoria). In questo tipo di piante avviene anche un altro tipo di dispersione: zoocoria. Infatti gli uncini delle brattee dell'involucro (se presenti) si agganciano ai peli degli animali di passaggio disperdendo così anche su lunghe distanze i semi della pianta. Inoltre per merito del pappo (se presente) il vento può trasportare i semi anche a distanza di alcuni chilometri (disseminazione anemocora).

## Distribuzione e habitat
Le specie di questo genere sono distribuite in America del Sud (parte sud-orientale).

## Sistematica
La famiglia di appartenenza di questa voce (Asteraceae o Compositae, nomen conservandum) probabilmente originaria del Sud America, è la più numerosa del mondo vegetale, comprende oltre 23.000 specie distribuite su 1.535 generi, oppure 22.750 specie e 1.530 generi secondo altre fonti (una delle checklist più aggiornata elenca fino a 1.679 generi). La famiglia attualmente (2021) è divisa in 16 sottofamiglie; la sottofamiglia Asteroideae è una di queste e rappresenta l'evoluzione più recente di tutta la famiglia.

### Filogenesi
La tribù Inuleae (comprendente le Inulinae) è una delle 21 tribù della sottofamiglia Asteroideae). Da un punto di vista filogenetico, la tribù Inuleae, all'interno della sottofamiglia, fa parte del gruppo "Helianthodae". La sottotribù Plucheinae  è caratterizzata da corolle con varie tonalità di rosa, malva o porpora, con stigmi ricoperti di peli acuti, ma senza la caratteristica di avere dei grandi cristalli di ossalato nelle cellule dell'epidermide dell'achenio.
La sottoribù è divisa in vari subcladi. Il genere di questa voce appartiene al gruppo dell'"Areale Sudamericano" (base della sottotribù).
I caratteri distintivi del genere sono:
- il ciclo biologico è perenne (a portamento erbaceo);
- le code delle antere sono lunghe e ramificate;
- gli acheni sono lunghi più di tre millimetri.

### Elenco delle specie
Questo genere ha 5 specie:
- Stenachaenium adenanthum Krasch.
- Stenachaenium campestre  Baker
- Stenachaenium macrocephalumv Benth. ex Benth. & Hook.f.
- Stenachaenium megapotamicum  (Spreng.) Baker
- Stenachaenium riedelii  Baker

### Sinonimi
Sono elencati alcuni sinonimi per questa entità:
- Dichropappus Sch.Bip. ex Krasch.